# Stigmatisation

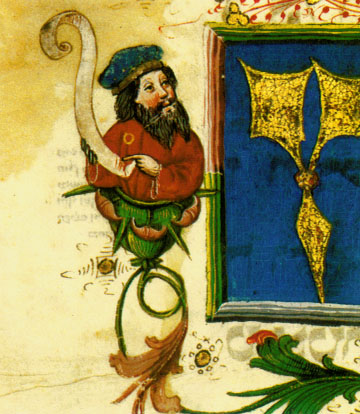
Un juif allemand portant une rouelle sur la poitrine, un petit anneau jaune de stigmatisation antisémite, dans un manuscrit du XVe siècle.

La stigmatisation est un processus qui, à terme, marque l'individu ou le groupe d'un opprobre : les stigmatisés sont les gens qui subissent une réprobation sociale parce qu'ils auraient contrevenu à une loi ou une norme sociale ; ils sont vus comme étant déviants.

## Origine
La stigmatisation vient de « stigma » qui signifie marques de supplice du Christ apparaissant sur les gens, il signifie donc qu'il s'observe et qu'il est vu de tous, ce mot signifie donc une présentation très négative[réf. souhaitée].

## Conception en sciences sociales
Selon Erving Goffman, la stigmatisation d'un individu intervient lorsqu'il présente une variante relative par rapport aux modèles offerts par son proche environnement.
Il existe trois formes de stigmatisation reconnues par Eving Goffman dans son essai Stigmate :
- la présence de déformations externes, telles que les cicatrices et les manifestations physiques d'anorexie mentale, de lèpre, d'infirmités physiques ou handicap social, telle que l'obésité ;
- les déviations de traits personnels, dont les troubles mentaux, la toxicomanie, l'alcoolisme et les antécédents criminels ;
- les groupes ethniques et les nationalités ou religions perçus comme étant hors des normes sociales.

Les maladies, telles que l'herpès ou le SIDA, l'illégitime, l'orientation sexuelle, l'identité de genre, la couleur de la peau ou l'affiliation avec une nationalité spécifique, la religion (ou son absence), se proclamer être supérieur à une autre ethnie sont également des formes de stigmatisation sociale[pas clair]. Les enfants hyperactifs ou dits difficiles sont souvent stigmatisés. La perception ou attribution, qu'elle soit vraie ou fausse, d'une criminalité est une forte stigmatisation sociale.
Selon Howard Becker, les stigmatisés peuvent choisir de cacher l'identité socialement vue comme étant déviante, ou encore de se l'approprier. Il mentionne quatre étapes :
- exposition : à une pratique ou une culture jugée déviante ;
- apprentissage : des normes et valeurs dans une sous-culture vue comme déviante ;
- dissimulation du stigmate : pratiques visant à ne pas faire connaître l'identité jugée déviante ;
- adhésion à la culture déviante : adoption du stigmate, réappropriation.

Le concept de stigmatisation fait l'objet d'appropriations nombreuses dans le champ des sciences humaines et sociales et continue de s'insérer plus largement dans la littérature sur les évaluations sociales. Les récents travaux de Thomas Roulet montrent contre-intuitivement que le stigmate peut avoir des avantages pour les individus et groupes visés, car ces derniers construisent une identité collective plus solide, et peuvent potentiellement envoyer des signaux positifs à leurs pairs ou à ceux qui partagent les mêmes valeurs.